# Westheim (Pfalz)
Westheim (Pfalz) (palat. Weschde) – miejscowość i gmina w Niemczech, w kraju związkowym Nadrenia-Palatynat, w powiecie Germersheim, wchodzi w skład gminy związkowej Lingenfeld.

## Współpraca
Miejscowości partnerskie:
- Großkarolinenfeld, Bawaria
- Petershagen/Eggersdorf, Brandenburgia